# Fuck Buttons
Fuck Buttons ist eine zweiköpfige englische Band, deren elektronische Musik Elemente der Genres Electronica, Noise und Ambient enthält. Das Duo besteht aus Andrew Hung und Benjamin John Power, der den Künstlernamen Blanck Mass trägt.

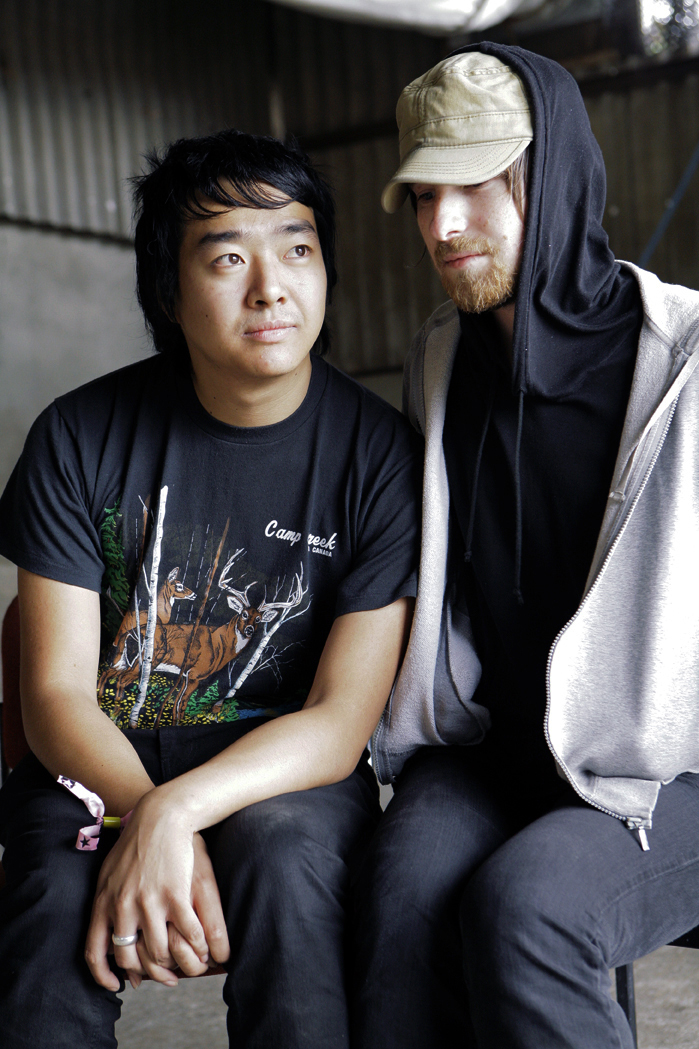
Andrew Hung und Benjamin John Power (v. l. n. r.)

## Geschichte
Die Bandmitglieder Andrew Hung und Benjamin John Power wuchsen in Worcester auf und lernten sich dort als Jugendliche kennen. Beide zogen dann nach Bristol, um dort Kunst zu studieren. Als Hung während des Studiums einen Kurzfilm drehte, bat er Power, ihn bei der Produktion der Filmmusik zu unterstützen. Dies war der Grundstein für die weitere musikalische Zusammenarbeit.
2004 gründeten sie die Band Fuck Buttons und schlossen 2007 einen Plattenvertrag mit dem Musiklabel ATP Recordings.
Im März 2008 erschien das Debütalbum Street Horrrsing, produziert von John Cummings, zum damaligen Zeitpunkt Mitglied der schottischen Band Mogwai.
Das zweite Studioalbum Tarot Sport, produziert von Andrew Weatherall, wurde im Oktober 2009 veröffentlicht. Die auf diesem Album enthaltenen Titel Surf Solar und Olympians wurden während der Eröffnungsfeier der Olympischen Sommerspiele 2012 in London gespielt.
Das im Juli 2013 erschienene dritte, selbst produzierte Studioalbum Slow Focus erreichte Platz 36 der britischen Albumcharts (UK Albums Chart) und war das erste Album des Labels ATP Recordings, das die Top 40 der UK Albums Chart erreichte.
Fuck Buttons traten 2013 auf dem Glastonbury Festival auf.
Sie schrieben zusammen mit Jean-Michel Jarre den Titel Immortals, der auf Jarres 2015 veröffentlichten Album Electronica 1: The Time Machine enthalten ist.
Außerdem schufen sie Remix-Versionen von Titeln verschiedener Künstler, beispielsweise If I Had A Heart von Fever Ray und Virginia State Epileptic Colony der Manic Street Preachers.

## Weiteres Wirken der Bandmitglieder
Power veröffentlicht seit 2010 Musik unter dem Pseudonym Blanck Mass und ist seit 2022 Mitglied der Band Editors.

## Diskografie

### Studioalben
- 2008: Street Horrrsing
- 2009: Tarot Sport
- 2013: Slow Focus

### Singles
- 2007: Bright Tomorrow
- 2008: Colours Move
- 2009: Surf Solar
- 2010: Olympians
- 2013: Brainfreeze
- 2013: The Red Wing